# NK Croatia Bogdanovci
NK Croatia Bogdanovci (chorw. Nogometni klub Croatia Bogdanovci) – chorwacki klub piłkarski, mający siedzibę we wsi Bogdanovci, we wschodniej części kraju, grający od sezonu 2016/17 w 2. ŽNL Vukovarsko-srijemska.

## Historia
Chronologia nazw:
- 1947: NK Sremac (Bogdanovci)
- 1990: NK Croatia (Bogdanovci)

Klub piłkarski NK Sremac został założony w miejscowości Bogdanovci w 1947 roku. W sezonie 1992 zespół debiutował w 2. HNL (D2). W sezonie 1992/93 zajął ostatnie 16.miejsce w grupie Istok drugiej ligi i spadł do 3. HNL.

## Barwy klubowe, strój
|  |  |

Klub ma barwy niebiesko-czerwone. Zawodnicy domowe spotkania zazwyczaj grają w niebieskich koszulkach, niebieskich spodenkach oraz niebieskich getrach.

## Sukcesy

### Trofea międzynarodowe
Nie uczestniczył w rozgrywkach europejskich (stan na 31-05-2020).

### Trofea krajowe
| \| \| Zdobyte trofea w rozgrywkach Chorwacji (stan na: 31-08-2020) \| |                                                              |      |                  |
| Rozgrywki                                                             | Osiągnięcie                                                  | Razy | Sezon(y)         |
| Mistrzostwo                                                           | I miejsce                                                    | 0    |                  |
| Mistrzostwo                                                           | II miejsce                                                   | 0    |                  |
| Mistrzostwo                                                           | III miejsce                                                  | 0    |                  |
| Puchar                                                                | zdobywca                                                     | 0    |                  |
| Puchar                                                                | finalista                                                    | 0    |                  |
| Puchar                                                                | 1/16 finału                                                  | 1    | 1992/93          |
| II liga                                                               | I miejsce                                                    | 0    |                  |
| II liga                                                               | II miejsce                                                   | 0    |                  |
| II liga                                                               | III miejsce                                                  | 0    |                  |
| II liga                                                               | 16.miejsce                                                   | 1    | 1992/93 (Sjever) |
| Chorwacja                                                             | Zdobyte trofea w rozgrywkach Chorwacji (stan na: 31-08-2020) |      |                  |

## Struktura klubu

### Stadion
Klub piłkarski rozgrywa swoje mecze domowe na stadionie Ivan Barun w Bogdanovciach o pojemności 1500 widzów.